# 陳玄暉
陳玄暉（1574年—1631年），字無象，號俶真，浙江杭州府海寧縣人，明朝政治人物。

## 生平
萬曆三十七年（1609年）己酉科浙江鄉試第七十八名舉人，四十一年（1613年）癸丑科二甲第四十九名進士。改庶吉士，授翰林院編修，天啟三年（1623年）出為湖廣布政使司左參政，調山東布政使司左參政，崇禎四年（1631年）卒。

## 著作
工詩善書，著有《論語講意》、《大風堂集》。